# ミステル・カカオ
ミステル・カカオ（1966年1月29日 - ）は、日本のプロレスラー、マスククリエーター。本名：梅本 和孝（うめもと かずたか）。

## 経歴
1984年、全日本プロレスに入団したがデビュー前に退団。
大学に通って「体をつくってプロレスに戻れれば」という思いからボディビルを始める。
大学卒業後、地元京都でインストラクターをこなしながらボディービルダーの衣装やサプリメントを取り扱う、お店に勤める。後に知人からタイガーマスク（初代）の覆面を手掛ける東京のマスク職人を紹介されて、勤め先でタイガーマスク（初代）のマスク販売を行うようになる。後にマスク職人の勧めでマスク作りを始める。その後、東京都のマスク工房に出向いて見よう見まねでマスクの作り方を修得。
1992年、CACAOの名義でプロレスラーのマスクとコスチュームの制作会社「覆面屋工房」を設立。
1997年2月4日、「ルチャリブレを直輸入したい」という思いから総合プロデューサーとして、メキシコのCMLLを団体ごと招聘するという前代未聞の試みとしてKBSホールでCMLL JAPANの旗揚げ戦を開催。
2000年7月29日、CMLL JAPAN露橋スポーツセンター大会でミステル・カカオとしてデビュー。
2001年1月、CMLL JAPANが活動停止。7月29日、マッチョ☆パンプとして、みちのくプロレスニューワールド仙台テニスクラブ大会に参戦。
2006年8月、覆面MANIAを設立。9月22日、新木場1stRINGで覆面MANIAの旗揚げ戦を開催。
2012年10月16日、CMLLでバンクーバー・キャットと結婚したことを発表。

## 得意技
マッチョバスター
マッチョボトム
マッチョクラッチ
ヨーロピアンクラッチと同型。
マッチョエルボー

## 入場曲
- アフリカン・シンフォニー（ヴァン・マッコイ）

## タイトル歴
- CMLL JAPANタッグ王座
- CDDIタッグ王座
- IWA世界ジュニアヘビー級タッグ王座
- アイアンマンヘビーメタル級王座

## エピソード
- ボディビルダーとして大学在学中に「ミスター京都ボディビル選手権」と「全日本ミックスドペア選手権」で優勝している。「ミスター日本ボディビル選手権」に4度出場している。
- インストラクター時代に小橋建太のパーソナルトレーナーを務めていた。

## メディア出演

### テレビ
- モヤモヤさまぁ〜ず2（テレビ東京）（2007年1月3日、4月13日、2018年10月21日）
- ちい散歩（テレビ朝日）（2011年2月22日）

### CM
- 西友「パチイチの応酬」編、「パチイチ中学生」編、「パチイチ母娘」編（2014年）